# Eli Reshotko
Eli Reshotko est un physicien américain né le 18 novembre 1930 à New York. Il est connu pour ses travaux dans le domaine de l'aérodynamique supersonique, en particulier de la transition laminaire-turbulent,,.

## Biographie
Reshotko obtient un BSc en ingénierie mécanique à l'université Cornell en 1951.
Il entre alors au Glenn Research Center de la NASA comme ingénieur de recherche dans la division propulsion supersonique. En 1956 il est nommé à la tête de la section de mécanique des fluides de cet organisme.
En 1957, il entre à au Caltech où il soutient sa thèse sous la direction de Lester Lees.
Après sa thèse il revient au Glenn Research Center à la tête de a section des plasmas chauds de la division propulsion électromagnétique nouvellement créée. En 1962 il devient chef de la branche physique des plasmas où il travaille sur la magnétohydrodynamique et la sureté des réacteurs nucléaires.
En 1964 il devient chercheur au Case Institute of Technology (fusionné à la Western Reserve University en 1967 pour former l'université Case Western Reserve), d'abord dans le département fluides, thermique et sciences aérospatiales puis dans celui de l'ingénierie mécanique et aérospatiale où il reprend ses travaux en aérodynamique. De 1989 à1999 il est titulaire de la chaire Kent H. Smith en ingénierie. Il devient directeur du groupe américain d'études de la transition laminaire-turbulent de 1970 à 2001.
Il est doyen de l'université en 1986-1987.

## Publications
Reshotko est l'auteur de nombreuses publications de 1955 à 2019 (!).

## Distinctions
- bourse Guggenheim (1957),
- Prix Fluids and Plasmadynamics de l'AIAA (1980),
- Prix Otto Laporte de l'American Physical Society (1999)[8],
- membre de la National Academy of Engineering (1984)[9],
- membre de l'American Institute of Aeronautics and Astronautics,
- membre de l'American Society of Mechanical Engineers,
- membre de l'Association américaine pour l'avancement des sciences,
- membre de l'American Physical Society et chairman de la division of Fluid Dynamics de l'APS (2000),
- inscrit au panthéon du Glenn Research Center de la NASA (2016)[10].

## Liens
- Ressources relatives à la recherche :   - Mathematical Reviews
  - Mathematics Genealogy Project
- Notices d'autorité :   - VIAF
  - ISNI
  - LCCN
  - Israël
  - Tchéquie
  - WorldCat